# Sławomir Idziak
Sławomir Andrzej Idziak (ur. 25 stycznia 1945 w Katowicach) – polski operator, reżyser i scenarzysta filmowy.

## Życiorys
Sławomir Idziak urodził się 25 stycznia 1945 w Katowicach. Jego rodzice, Leonard i Halina z domu Holas, byli znanymi katowickimi fotografami. Posiadali zakład fotograficzny przy ul. Staromiejskiej 7, odziedziczony po jego dziadku – fotografie Józefie Holasie. Podczas II wojny światowej rodzice pracowali dla polskiego podziemia. Po wojnie ojciec za współpracę z AK został skazany na 12 lat pozbawienia wolności, zwolnienie uzyskał po 4 latach.
W 1969 Sławomir Idziak ukończył studia na Wydziale Operatorskim Państwowej Wyższej Szkoły Filmowej, Telewizyjnej i Teatralnej w Łodzi. Współpracował z polskimi filmowcami takimi jak Krzysztof Kieślowski, Jerzy Kawalerowicz, Andrzej Wajda czy Krzysztof Zanussi. W latach 90. zaczął pracować w Stanach Zjednoczonych. Członek Polskiej Akademii Filmowej.
W 2002 był nominowany do Nagrody Akademii Filmowej za zdjęcia do filmu Helikopter w ogniu. Nagradzany m.in. na festiwalu Camerimage – w 2004 otrzymał nagrodę specjalną za wybitne osiągnięcia w sztuce operatorskiej, a w 2013 nagrodę za całokształt twórczości. W 2002 wyróżniony nagrodą specjalną na ceremonii rozdania „Orłów”. Nagradzany również na Festiwalu Polskich Filmów Fabularnych – w 1974 i 1976 za najlepsze zdjęcia (odpowiednio za Tak bardzo zmęczeni i Partitę na instrument drewniany), w 1992 nagrodą prezesa Komitetu ds. Radia i Telewizji za film Enak.
W 2012, za wybitne zasługi dla polskiej i światowej kultury, za osiągnięcia w pracy twórczej i artystycznej, został przez prezydenta Bronisława Komorowskiego odznaczony Krzyżem Oficerskim Orderu Odrodzenia Polski. W 2014 wyróżniony Złotym Medalem „Zasłużony Kulturze Gloria Artis”.

## Filmografia
Autor zdjęć
- Podróżni jak inni (1969)
- Jeszcze słychać śpiew. I rżenie koni… (1971)
- Odejścia, powroty (1972)
- Bilans kwartalny (1974)
- Blizna (1976)
- Dyrygent (1979)
- Krótki film o zabijaniu (1987)
- Podwójne życie Weroniki (1991)
- Trzy kolory. Niebieski (1993)
- Gattaca – szok przyszłości (1997)
- Pragnę cię (1998)
- Dowód życia (2000)
- Helikopter w ogniu (2001)
- Król Artur (2004)
- Harry Potter i Zakon Feniksa (2007)
- 1920 Bitwa warszawska (2011)
- Rachuba świata (2012)
- Opowieść o miłości i mroku (2015)

Reżyser
- Nauka latania (1978)
- Enak (1993)

Operator kamery
- Wesele (1972)

Aktor
- Trzynaste piętro (1966) jako pan młody
- Jowita (1967) jako Mirek
- Gra (1968) jako kochanek Małgorzaty